# Ото I (Каринтия)
Вижте пояснителната страница за други личности с името Ото I.
Ото I (на немски: Otto I; Otto von Worms; * 948, † 4 ноември 1004) от Салическата династия, е херцог на Каринтия от 978 до 983 г. и от 995 до 1004 г. маркграф на Верона.

## Биография
Ото I е единственият син на херцога на Лотарингия Конрад I Червения и съпругата му Лиутгарда Саксонска. Чрез майка си той е внук на император Ото I.
Той е граф в Шпайергау, Вормсгау, Пфинцгау, Уфгау, Елзензгау, Крайхгау, Енцгау, от 956 г. граф в Наегау. От 978 до 983 и от 995 до 1004 г. той е херцог на Каринтия след осъждането на херцог Хайнрих III Млади Баварски от род Луитполдинги. През 995 г., след смъртта на Хайнрих II Баварски, получава с Херцогство Каринтия и Марка Верона. През 1002 г. той е кандидат при кралските избори.
През 977 или 987 г. основава манастир Ламбрехт в Шпайергау, а през 1000 г. – манастир Щифт Зиншайм.

## Фамилия
Ото е женен за Юдит († 991), вероятно дъщеря на граф Хайнрих от Бавария, син на Арнулф I Лошия (херцог на Бавария), с която има четирима сина:
- Хайнрих фон Вормс († 989/1000), граф на Вормсгау, ∞ Аделхайд от Мец († 1039/1046) от фамилията Матфриди; баща на император Конрад II (1027 – 1039)
- Бруно (* 972, † 999), от 996 Папа Григорий V
- Конрад I († 1011), херцог на Каринтия, ∞ 1002 Матилда Швабска (* 988,† 1031/1032), дъщеря на херцог Херман II от род Конрадини
- Вилхелм I († 1046/1047), от 1028 епископ на Страсбург